# 도와다하치만타이 국립공원

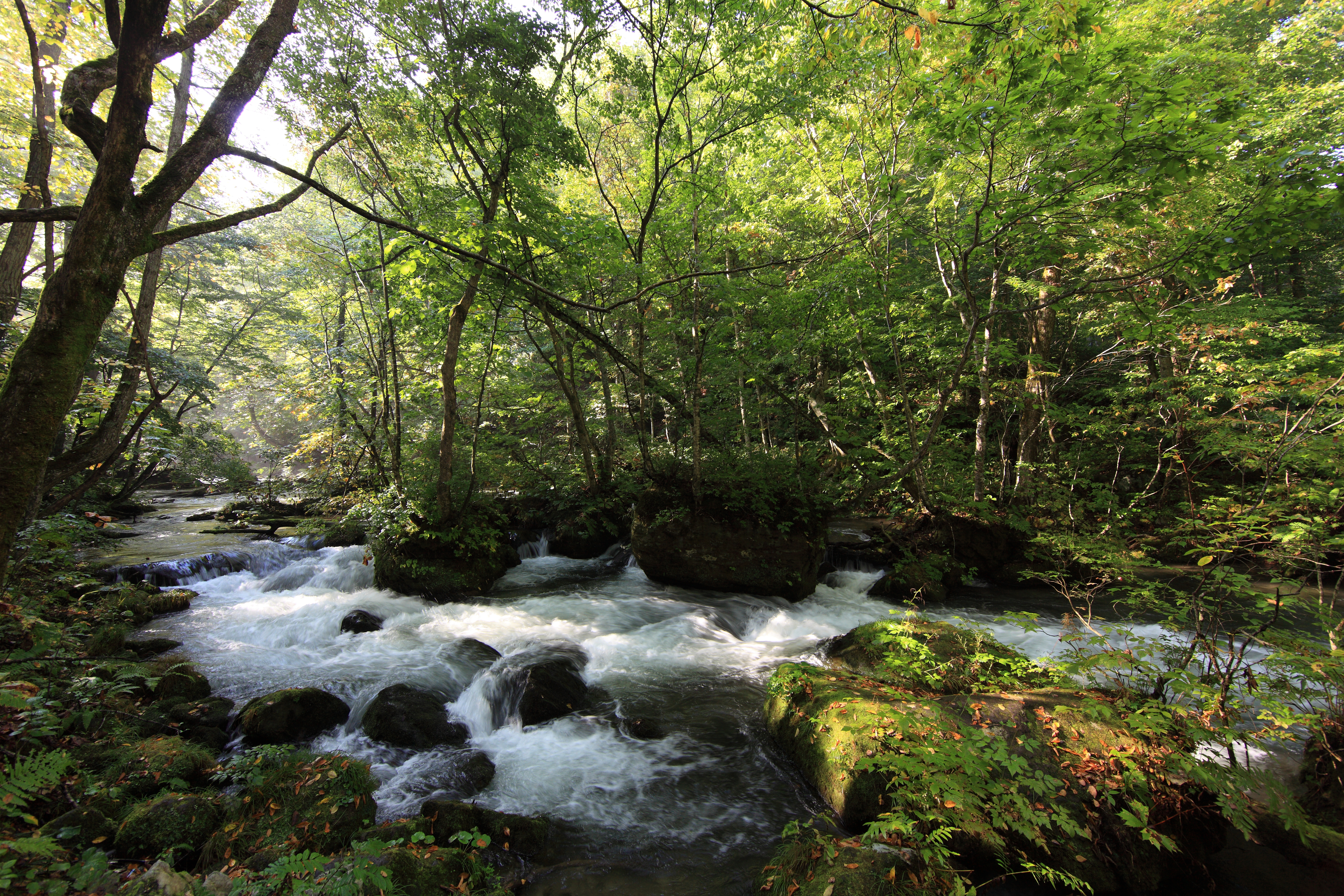

도와다하치만타이 국립공원(十和田八幡平国立公園)은 일본 도호쿠 지방에 위치하는 국립공원이다. 총 면적은 854.09 km2이다.
아오모리현·이와테현·아키타현에 걸쳐 도와다호 주변과 하치만타이 주변의 화산군을 포괄한다. 1936년 2월 1일에 도와다 지구만이 도와다 국립공원으로서 요시노쿠마노 국립공원, 후지 하코네 국립공원(현 후지 하코네 이즈 국립공원), 오야마 국립공원(현 다이센오키 국립공원)과 함께 지정된 것이 시작이다. 1956년 7월 10일에 하치만타이 지역이 추가되어 현재의 도와다하치만타이 국립공원으로 개칭되었다.
일대가 나스 화산대에 포함되어 있어 다양한 화산을 볼 수 있기 때문에 "화산의 박물관"이라는 별칭을 가진다. 또 다마가와온천, 쓰타 온천, 핫코다 온천 등 온천지가 많다. 또 신록, 단풍의 명소로서도 알려져 방문하는 관광객이 많다. 역사적 경위도 있어 도와다·핫코다 지역과 하치만타이 지역과로 나뉜다.

## 같이 보기
- 일본의 국립공원